# 韩江三角洲
韩江三角洲，是廣東省東部韓江下游所形成的沖積平原。韩江三角洲本来只是粤东地区的一个海湾，由于韩江在上中游携带大量泥沙，在注入南海时逐渐在河口形成一片三角洲平原。韩江三角洲在距今约6000年前初步形成，至今平原仍在发育。
如今，韩江三角洲北起潮州市区，东北至汕头澄海区盐鸿镇，西南延伸到潮安县南部，面积973平方千米，是潮汕平原的主体。这里居住着将近400万人口，集中了潮州、汕头两个市区，是潮汕文化的中心。工农业均比较发达，盛产著名的潮州柑，潮州陶瓷也是享誉全国。汕头市更是中国改革开放最早开放的五大经济特区之一。